# Florence Nightingale David
Florence Nightingale David (geboren am 23. August 1909 in Ivington nahe London, England; gestorben am 23. Juli 1993 in Kensington, Kalifornien) war eine britische Statistikerin und Professorin.

## Leben

### Bildung
Während des Ersten Weltkrieges bekam David Privatstunden von einem anglikanischen Pfarrer. Er begann sie in Algebra sowie Griechisch und Latein zu unterrichten. Erst nach Kriegsende, im Alter von 10 Jahren, konnte sie eine Schule besuchen. Auf Druck ihrer Mutter besuchte sie nach ihrem Schulabschluss das Bedford College for Women. Dieses war im Gegensatz zu dem von ihr bevorzugten University College nur für Frauen zugänglich. Dort studierte sie von 1929 bis 1931 Mathematik.

### Früher beruflicher Werdegang
Nach ihrem Anschluss am Bedford College strebte David zunächst eine Laufbahn als Versicherungsfachfrau an. Jedoch lehnten es die von ihr kontaktierten Firmen ab, eine Frau einzustellen. Ihr wurde empfohlen, sich selbst die nötige Qualifikation zu verschaffen, um eine stärkere Position gegenüber potenziellen Arbeitgebern einzunehmen. Hierzu ging zu Karl Pearson, der sehr einschüchternd auf sie wirkte, ihr gegenüber jedoch sehr höflich war und ihr eine Anstellung im Rahmen eines Forschungsstipendiums anbot. Die folgenden zwei Jahre war sie Pearsons einzige Studentin. Neben dem Besuch von Vorlesungen bestand ihre Haupttätigkeit im Erstellen von Tabellen. Zusammen mit Pearson und S. A. Stouffer veröffentlichte sie 1932 ihre erste Publikation.
Im Jahre 1935 wurde sie Assistant Lecturer (Dozentin) am Institut für Statistik des University College. Diese Stelle umfasste als Lehrtätigkeit jedoch nur Kurse zu grundlegender Mathematik. In der Folge drängte Neyman sie zur Promotion, die sie 1938 beendete. Sie wollte ursprünglich nicht promovieren, jedoch wurde sie von Pearson dazu gedrängt.

### Im Krieg
Wie viele andere Wissenschaftler arbeitete David im militärischen Bereich. Sie war zunächst ca. eineinhalb Jahre als Versuchsoffizier tätig, was die Analyse von Projektilabschüssen und die Verteidigung gegen Angriffe aus der Luft umfasste. Da diese Arbeit wenig Wirkung auf das Kriegsgeschehen hatte, empfand sie ihre Arbeit als sinnlos. Im weiteren Kriegsverlauf wurde sie in das Ministerium für Innere Sicherheit versetzt. Hier bestand ihre Aufgabe in der Analyse von Bombeneinschlägen in Bezug auf Schäden der Infrastruktur und die Anzahl der Todesopfer. Ziel der Untersuchung war, herauszufinden, welche Orte bei einem Einschlag am meisten Schutz boten. Weitere Projekte, an denen sie beteiligt war, waren die Untersuchung von Mustern in der Verteilung von Landminen sowie die Flugbahn und damit die Abschussorte von V2-Raketen.
1944 gehörte sie zur britischen Delegation zur Vorführung von ENIAC. Dies war zugleich ihre erste Reise in die USA. Sie lehnte es in der Folge ab, sich mit der Programmierung von ENIAC und dessen Nachfolgern zu beschäftigen, da sie befürchtete, hier nur noch zu Hilfsarbeiten herangezogen zu werden.

### Abschied aus England
Im Jahr 1948, nun als Assistenzprofessorin am University College, verbrachte sie auf Drängen Neymans, der nun in an der University of California in Berkeley arbeitete, das Sommersemester in den USA. Es war ihre zweite Reise in die USA. Sie entwickelte jedoch schnell eine Abneigung gegen die Nachkriegseuphorie, die sie als Arroganz wahrnahm, und kehrte nach Großbritannien zurück. Ab 1958 besuchte sie jedoch regelmäßig die Staaten im Rahmen ihrer Arbeit über die Ausbreitung von Waldbränden, aber auch zu Lehrtätigkeiten in Berkeley.
Am University College wurde sie 1962 zur Professorin berufen, jedoch ohne einen Lehrstuhl zu besetzen. Dieser damals recht ungewöhnliche Umstand war der Besetzung des Lehrstuhles mit Maurice Bartlett einige Zeit vorher zu verdanken. Bartlett, den sie nach eigener Aussage sehr schätzte, wurde für die Besetzung des Lehrstuhls an University College geholt. Erst nachdem Bartlett 1967 nach Oxford wechselte, wurde ihr der Lehrstuhl angeboten. Sie lehnte jedoch ab und wechselte ihrerseits an die University of California in Riverside. Dort wurde mit ihr das Institut für Biostatistik gegründet.

### Jahre in den Vereinigten Staaten
In den folgenden Jahren kam es an der Universität zu einer Reihe an Umstrukturierungen, wodurch sie eine weitere Professur für Wirtschaft übernahm. Während ihrer Zeit in Riverside lebte sie am Wochenende in Berkeley und gab weiterhin an den Freitagen Kurse in Berkeley. Sie mochte die ständigen Strukturänderungen in Riverside nicht, auch lehrte sie nicht gerne und empfand sich als schlechte Lehrerin. So wechselte sie 1977 nach Berkeley und gab wenig später ihrer Lehrtätigkeit auf und widmete sich in den Folgejahren der Forschung z. B. im Bereich der Populationsstatistik.  

## Als Frau in der Wissenschaft
Sie durfte in den Vorlesungen bei Fisher keine Fragen stellen, da dieser es ablehnte, Frauen zu unterrichten. Um dennoch nachfragen zu können, nötigte sie ihre männlichen Kommilitonen, für sie die Fragen zu stellen. Auch Neyman, der sie zur Promotion drängte, sah in Frauen weniger gleichberechtigte Wissenschaftler als viel mehr Hilfswissenschaftler, die Arbeiten erledigten, welche er nicht verrichten wollte. Da sie ihm jedoch nicht nachgab, nannte er sie Duchess. Sie sagte, dass sich die Chancen für Frauen in der Wissenschaft während ihrer Laufbahn sehr gebessert haben, aber es noch lange keine Gleichberechtigung gebe. Eine Frau müsste viel besser sein als jeder Mann, der für die gleiche Stelle infrage käme.

## Veröffentlichungen
Sie veröffentlichte über 59 Publikationen als Hauptautor und Nebenautor. Sie veröffentlichte unter anderem folgende Bücher:
1. Tables of the Correlation Coefficient. Biometrika Trust, London (1938)
2. Probability Theory for Statistical Methods. Cambridge Univ. Press, New York (1949) (2nd ed., 1951.)  246 STATISTICAL SCIENCE
3. Elementary Statistical Exercises. Dept. Statistics, University College, London (1953). (Printed in a revised form by Cambridge Univ. Press, New York, 1960.)
4. A Statistical Primer. Griffin, London (1953). (Japanese ed., 1960.)
5. Combinatorial Chance. Griffin, London (1960) (with D. E. Barton).
6. Games, Gods and Gambling. Griffin, London (1962). (Soft cover, 1970.)
7. Symmetric Functions and Allied Tables. Cambridge Univ. Press, New York (1966) (with D. E. Barton and M. Kendall).
8. Festschrift for J. Neyman (ed.). Wiley, New York (1966).
9. Normal Centroids, Medians, and Scores for Ordinal Data. C.U.P. Tracts for Computers (1968) (with D. E. Barton et al.).

## Auszeichnungen
1992 erhielt sie den Elizabeth L. Scott Award.

## Florence Nightingale David Award
2001 wurde nach ihr der Florence Nightingale David Award benannt. Mit dem Preis werden alle zwei Jahre Forscherinnen für hervorragende Leistungen im Fach Statistik ausgezeichnet. Florence Nightingale David selbst erhielt den Preis rückwirkend für das Jahr 1994.

## Sonstiges
In den 1930er-Jahren fuhr sie Motorrad in Cross-Country-Rennen. Nach einem Unfall, in dem sie einige Verletzungen davontrug, lud Gosset sie zum Fliegenfischen ein, da dies eine weniger gefährliche Freizeitbeschäftigung war. Sie fand es langweilig.